# 津輕線
津輕線（日语：／ Tsugaru sen */?）是一條連結青森縣青森市的青森站與青森縣東津輕郡外濱町的三廄站，屬於東日本旅客鐵道（JR東日本）的鐵路線（地方交通線）。
當中，青森站－新中小國信號場間 33.7公里是本州與北海道連結的鐵路一部分，有貨物列車運行，北海道新幹線開業前也有連結本州與北海道的旅客列車運行，本線曾是津輕海峽線的一部分，但2016年3月北海道新幹線開通之後津輕海峽線的愛稱被廢除。

## 路線資料
- 管轄（事業類別）、路段（營業距離）
  - 東日本旅客鐵道（第一種鐵道事業者）
    - 青森站－三廄站 55.8公里（中小國站－新中小國信號場間 2.3公里與北海道旅客鐵道海峽線）

  - 日本貨物鐵道（第二種鐵道事業者）
    - 青森站－新中小國信號場（33.7公里）
- 軌距：1067毫米
- 站數：18個（包括起點站）
  - 若只限屬於津輕線的旅客站，排除屬於奧羽本線[1]（至2010年12月3日為止屬於東北本線[2]）的青森站則為17個。
- 信號場數：2
  - 屬於津輕線的信號場只限新油川信號場。新中小國信號場屬於海峽線[2]。
- 全線單線
- 電氣化路段：青森站－新中小國信號場（交流電50 Hz、20,000 V）
- 閉塞方式：
  - 青森站－新中小國信號場間 單線自動閉塞式
  - 新中小國信號場－三廄站間 特殊自動閉塞式（軌道回路檢知式）
- 保安裝置：ATS-SN
- 運轉指令所（日语：運転指令所）：JR北海道函館指令中心（青森站－新中小國信號場間：CTC）
  - 運轉處理站（車站控制信號，管理運行）：三廄站
  - 準運轉處理站（入換時車站控制信號）：蟹田站
  - 雖然是JR東日本的路線，但運行管理由JR北海道管轄的指令所執行。
  - 平交道等的地面設備指令由盛岡設備指令管轄。
- 最高速度：
  - 青森站－新中小國信號場間 100公里/小時
  - 新中小國信號場－三廄站間 85公里/小時

截至2016年4月1日，全線由東日本旅客鐵道盛岡支社，新中小國信號場的構內除一部分設備外由北海道旅客鐵道函館支社管轄。

## 歷史
1922年日本立法制訂建設「自青森縣青森經由三廄、小泊至五所川原的鐵道」，津輕線即為此鐵道的一部份。這條馬蹄形鐵道中，西側五所川原至津輕中里間的路線，在1920年就已鋪設完成並開始營運（現津輕鐵道線），但東側的津輕線則是到了第二次世界大戰結束後的1951年才完成青森 - 蟹田路段，至1958年蟹田 - 三廐開通，正式全線通車。
以往該路線為連接津輕半島東側村莊的地方交通線，大部份班次為青森至三廄間全線行駛，少部份班次只行駛蟹田至青森間。自從青函隧道 (海峽線)在1988年開通後，津輕線成為連接本州與北海道的重要路線，青森至新中小國號誌站之間新增電氣化與閉塞設備，每日有許多特急列車與貨運列車通過。而新中小國信號場至終點三廄區間，仍然是一般的地方交通路線，沒有電氣化。青森至三廄間全線行駛的班次大幅減少，每天僅有一往復，以及蟹田至三廄間四個往復的定期列車行駛。
2016年3月北海道新幹線開通，津輕線雖然與北海道新幹線平行，但兩線由不同公司管理（津輕線為JR東日本，北海道新幹線為JR北海道），因此津輕線不被視為並行在來線。隨著北海道新幹線的開通，津輕線不再運行特急列車和臥舖列車等優等客運列車；然而，即使優等列車廢除後，普通列車的運行數量也幾乎沒有增加，結果是通過津輕線接駁北海道新幹線前往北海道便利性大幅降低。
2022年8月受到豪雨的影響造成設備損壞，蟹田站 - 三厩站間的客運列車運休（進出海峽線的貨物列車繼續運行）。後來在8月11日，JR東日本盛岡支社表示「修復津輕線起碼要花上一個月」。同年12月JR東日本表示，蟹田 - 三厩之間的修復工程最少要花費6億日圓，預計要在2023年與地方政府協商後續方案，包含路段廢止的可能性。2023年今別町在存廢會議上，改變原本全線修復的想法，轉而提出修復蟹田 - 津輕二股路段，以接駁北海道新幹線，津輕二股 - 三厩之間則轉換為巴士、共乘計程車的方案。但2024年5月，今別町的阿部義治町長在津輕線沿線的市町村長會議上，宣布放棄修復蟹田站至三厩站間的路段。而該路段預計於2027年春季完成廢除作業。

### 年表
- 1951年12月5日 青森 - 蟹田（27.0公里）開始營運，並設置油川、奧內、後潟、蓬田、瀨邊地、蟹田。
- 1958年10月21日 蟹田 - 三廐（28.8公里）開始營運，並設置中小國、大平、津輕二股、大川平、今別、三廐。
- 1959年11月25日 新設置津輕宮田、左堰、中澤、鄉澤。
- 1960年12月10日 新設置津輕濱名。
- 1984年2月1日 停止貨物運輸業務。
- 1987年4月1日 配合日本國鐵分割民營化，改由東日本旅客鐵道繼承營運。
- 1988年3月13日　第二種鐵道事業業者日本貨物鐵道開始於青森至新中小國號誌站間營運。配合這點青森至新中小國號誌站間全面電氣化，並新設置新油川與新中小國兩個號誌站。
- 1991年3月16日：三廐站讀音由「みうまや (Miumaya)」改為「みんまや (Minmaya)」。
- 2016年3月20日 - 25日：北海道新幹線開通前夕特急「超級白鳥」、「仙后座」、急行「玫瑰」停駛，26日北海道新幹線開通正式廢止。
- 2019年
  - 4月29日：新中小國號誌站與三廄車站間路段啟用调度集中系统（CTC）。
  - 6月1日：三廄車站與蟹田車站不再設站長，從直營站分別降為無人站及業務委託站[14]，這兩站以及原本所管理的中澤至津輕濱名間各站皆改由青森車站管理。
- 2021年（令和3年）3月13日：GV-E400系投入營運服務[15]。
- 2022年（令和4年）
  - 3月12日：改點後，所有列車改為單人運轉[16]。
  - 8月3日：受到該日以及8月9日豪雨的影響造成設備損壞，蟹田站 - 三厩站間的載客列車運休（進出海峽線的貨物列車繼續運行）[5][6]。後來在8月11日，JR東日本盛岡支社表示「修復津輕線起碼要花上一個月」[7]。JR東日本最初表示，8月3日造成的損壞「大概要花10天修復」[17]，但是8月9日的大雨造成了路線設備的損壞擴大。
  - 8月22日：蟹田 - 三厩之間的接駁巴士開始行駛。一天往返三次，共計六班車[18]。
  - 12月19日：JR東日本表示，蟹田 - 三厩之間的修復工程最少也要花費6億日圓。並預計要在2023年新年後開始與地方政府協商後續方案，包含路段廢止的可能性[19]。
- 2023年（令和5年）
  - 9月1日：今別町在存廢會議上，改變原本全線修復的想法，轉而提出修復蟹田 - 津輕二股路段，並將津輕二股 - 三厩之間轉換為巴士、共乘計程車的方案[8]。
- 2024年（令和6年）
  - 5月23日：今別町的阿部義治町長宣布放棄修復蟹田站 - 三厩站間的路線[20]。

## 運輸型態

### 長程運輸
由於本路線為津輕海峽線的一部份，因此除了特急列車與臥舖（寢台）列車之外，許多貨運列車亦會利用此路線。路線上與JR北海道的分界點在中小國（但所有行駛海峽線列車均不停此站），但鐵路設施的分界點在新中小國號誌站，運行上的分界則在蟹田，列車人員則是在青森進行交接。隨著北海道新幹線通車，在2016年3月22日起已停止在來線定期客運列車途經此線往來北海道和本州兩地。

### 短程運輸
以蟹田做為南北分界點。青森至蟹田間由於有許多貨運列車運行，普通列車需利用空檔發車，青森與蟹田間每天提供9個來回班次，包括直通三廐的1個往復；蟹田至三廄間則僅有普通列車運行，平日共提供5個來回班次，包括直通青森的1個往復，每天只有1往復列車行駛津輕線全線，由晨、夜間出入秋田綜合車輛中心，擔當蟹田至三廄區間的列車運行，其他時段均需在蟹田換車。
2010~2014年間曾有返回八戶運輸區的列車由蟹田始發直通青森鐵道線至八戶站，2016~2023年間則有蟹田始發直通奥羽本線津輕新城站站的列車設定。假日及特定日子曾加開一對快速班次「度假翌檜龍飛」往來三廄與新青森，前身是2010年東北新幹線全線開業後，開設的蟹田 - 新青森觀光列車「度假翌檜津輕號」，2012年延長至三廄改名「度假翌檜龍飛」，2018年停止運營。

## 使用車輛

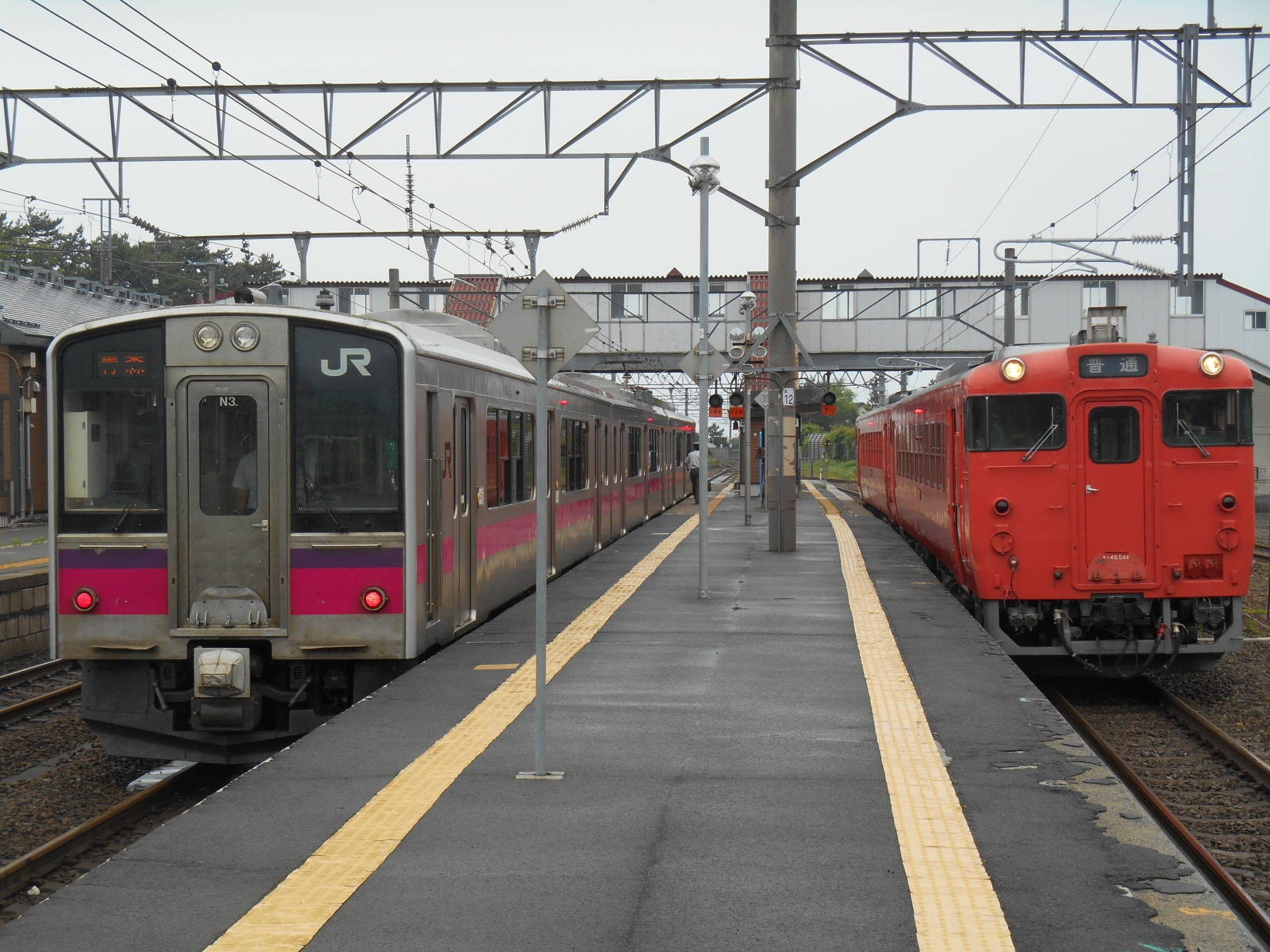
JR东日本701系电力动车组 (左)与KiHa40系柴聯車 (右)，在蟹田站。
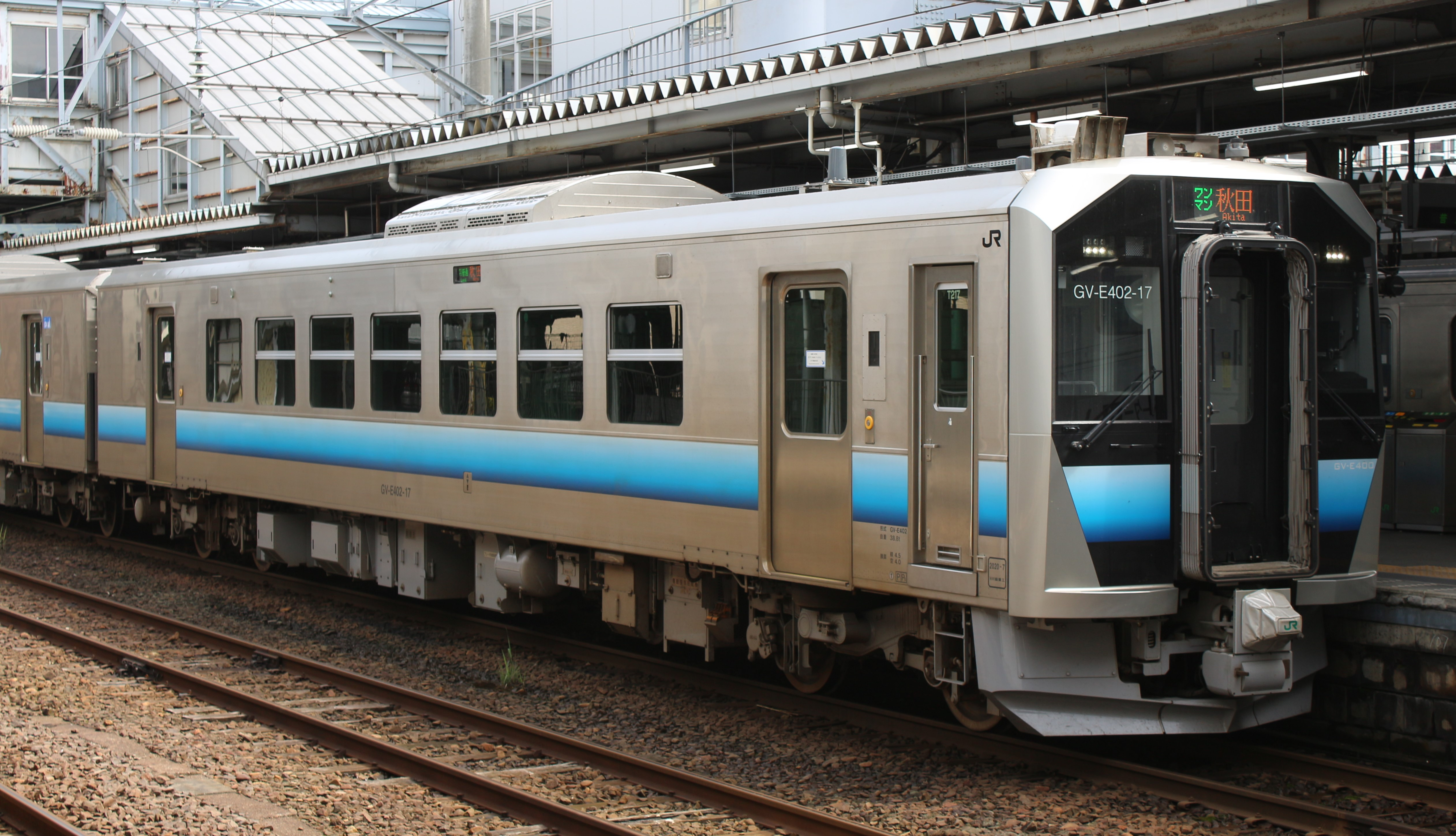
位于秋田站与津轻线同型的GV-E400系柴聯車。
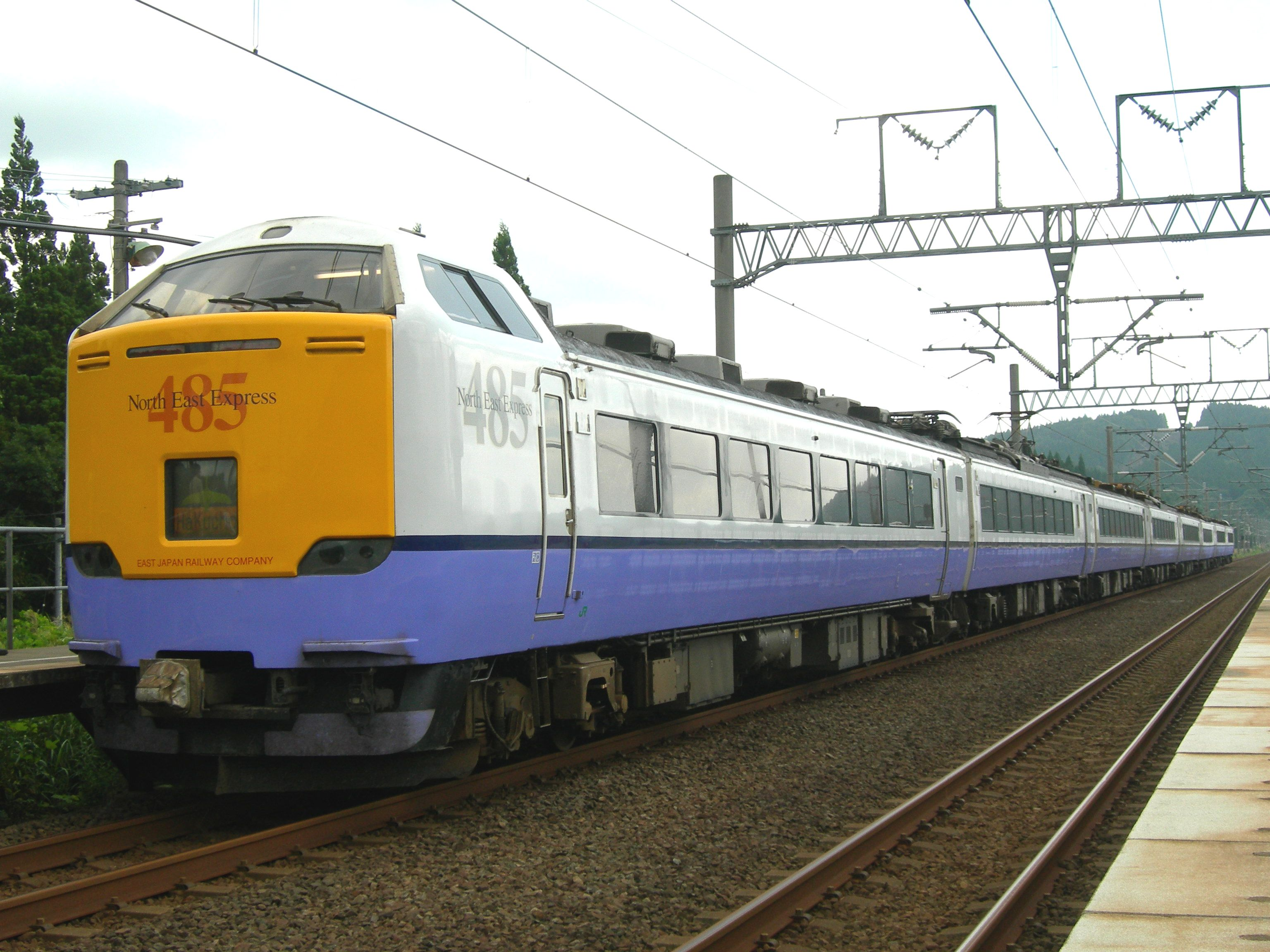
485系3000番台担当白鸟号。
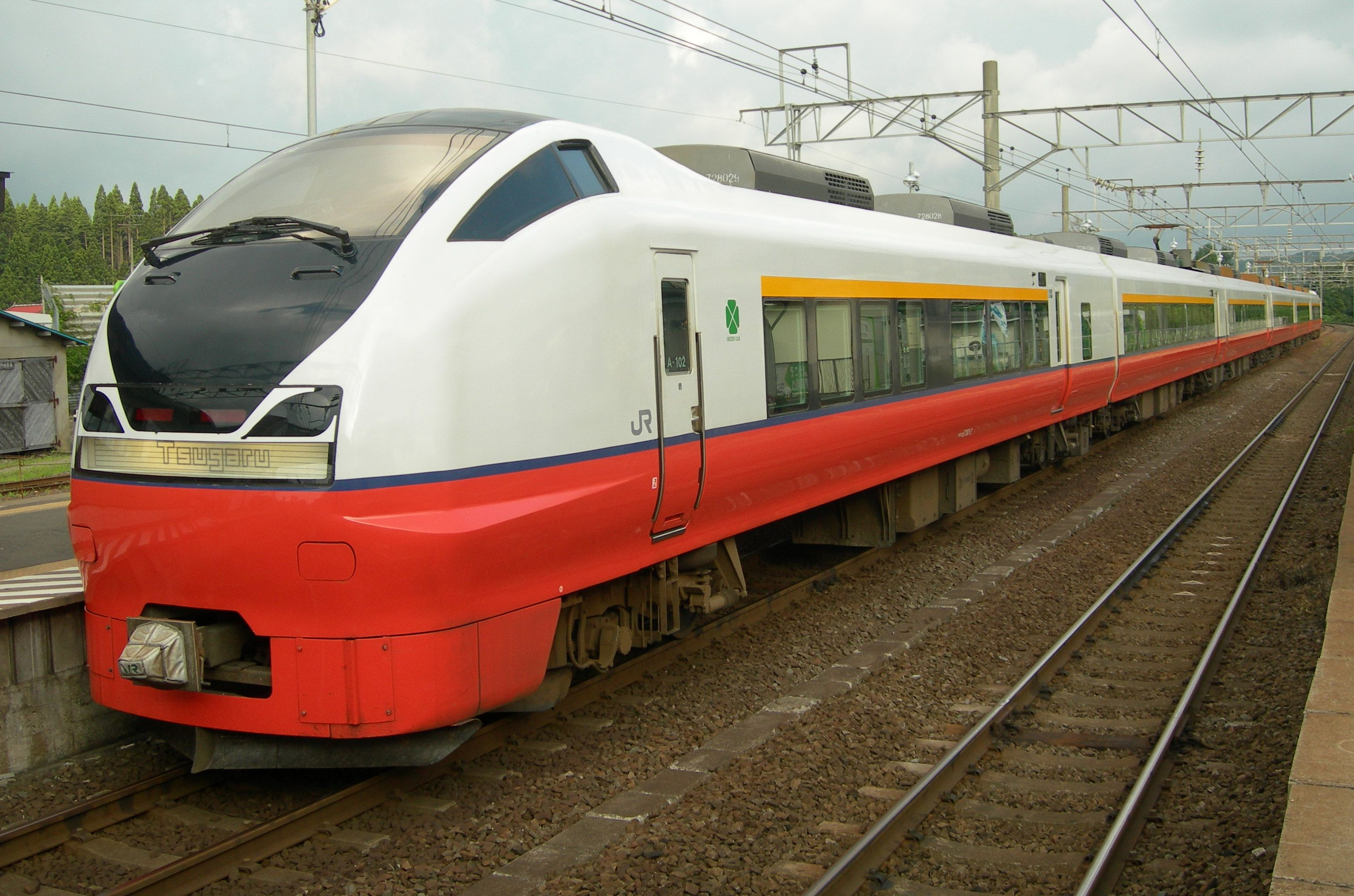
E751系套跑的普通列车。
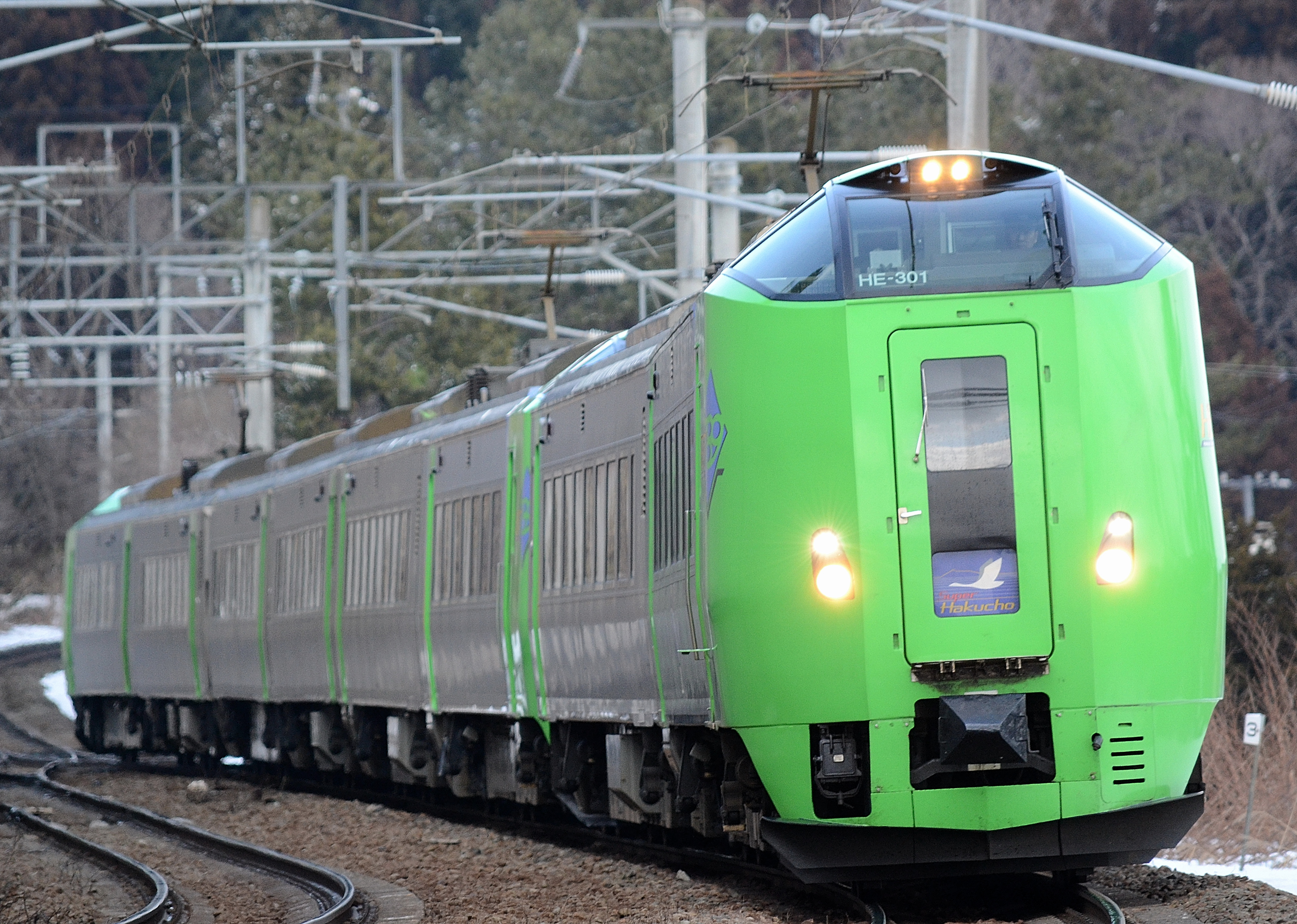
789系担当超级白鸟号。
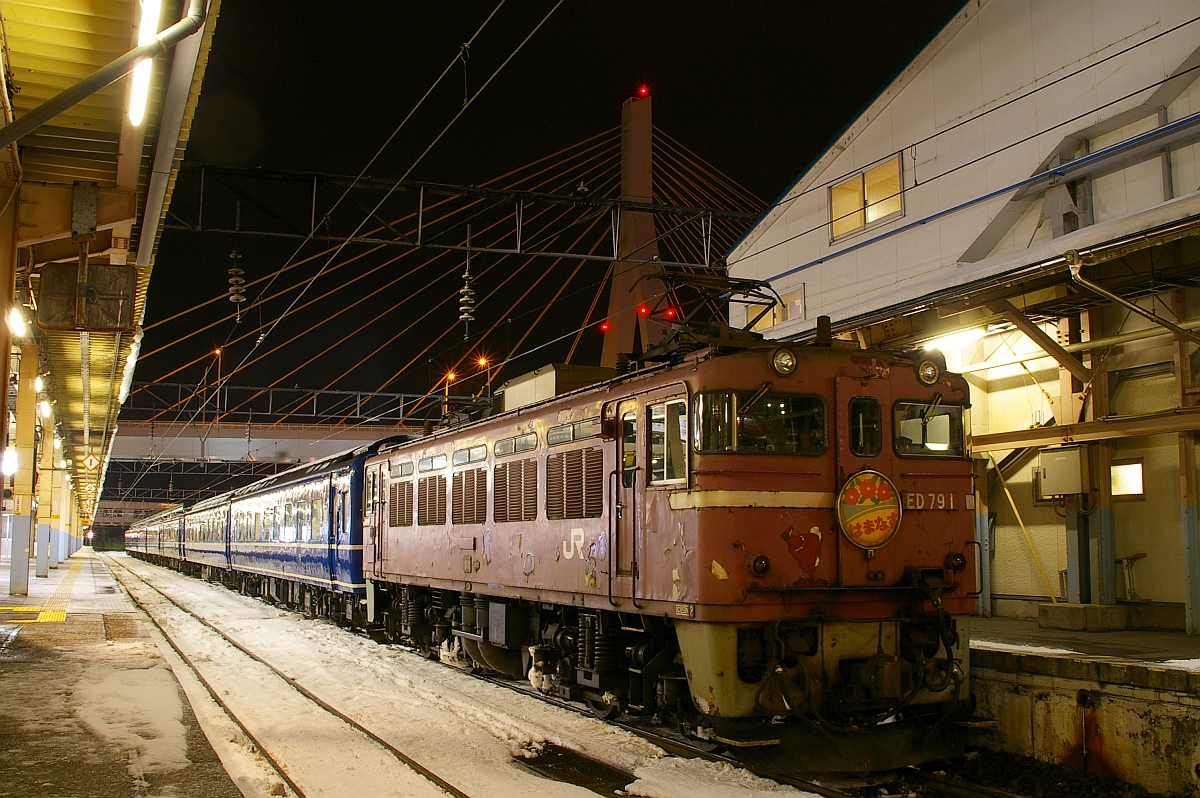
ED79型牵引玫瑰号

### 現役車輛
目前來往蟹田及青森所使用的是JR东日本701系电力动车组，通常為3輛編組；至于來往蟹田及三廐的班次從2021年3月13日起全部更換為為單輛編組GV-E400系柴聯車，但自2022年8月蟹田至三廐运休以来，该列车已停止运用。

### 退役车辆
蒸气機車

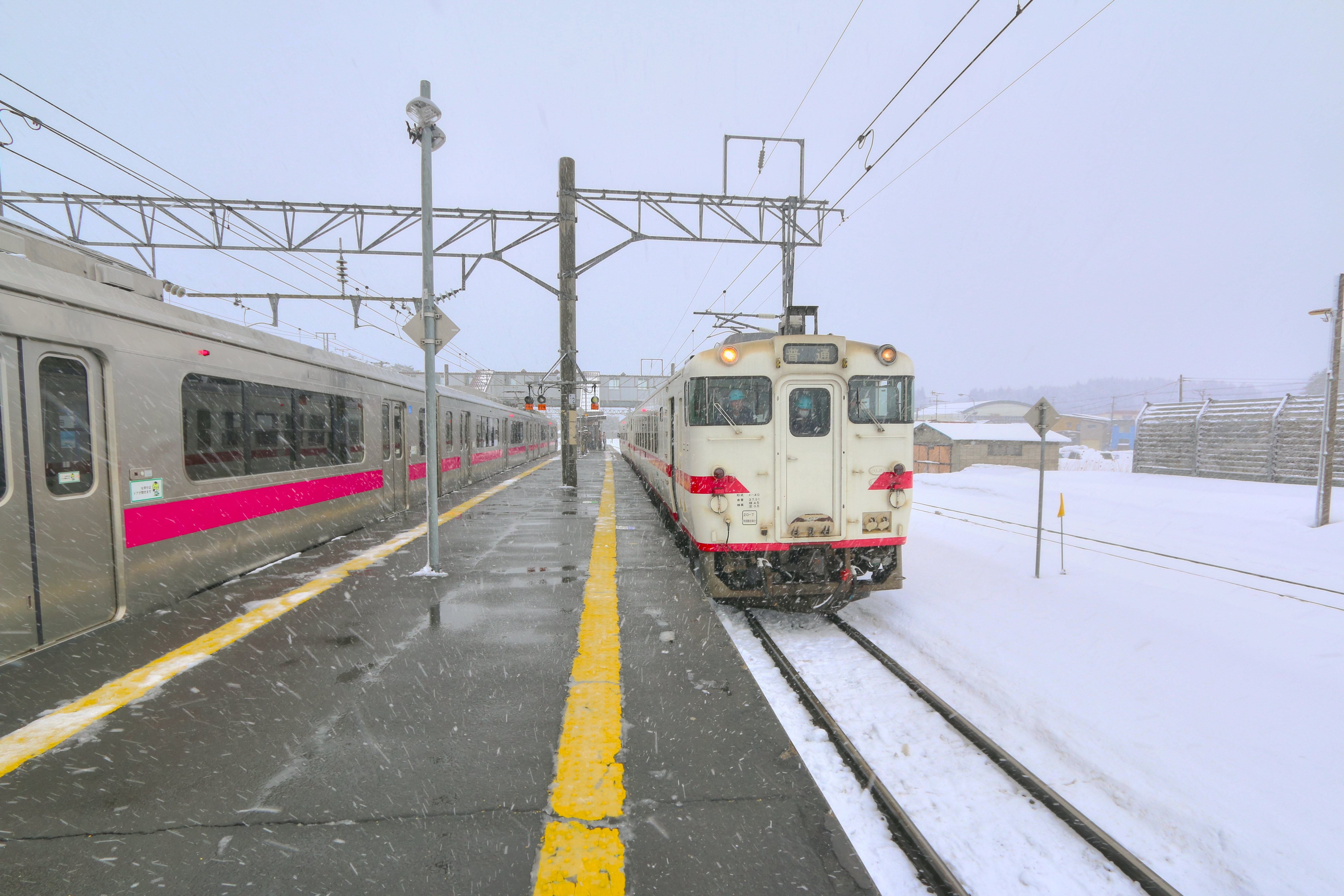
蟹田站雪中JR东日本701系电力动车组 (左)与KiHa40系柴聯車 (右)。

- 8620形 - 担当全線開業時的祝賀列車
- C11形

電気機関車
- ED79形

电力动车组
- 485系 - 特急「初雁」「白鳥」
- E751系 - 特急「津轻」抵达青森后套跑的普通列车
- 789系 - 特急「超级白鸟」

気動車
- KiHa22型
- KiHa40系

客車
- 60系・61形
- 24系・25形 - 寝台特急「北斗星」「黃昏特快」「日本海」客車
- E26系 - 寝台特急「仙后座」
- 14系 - 急行「玫瑰」、快速「海峡」
- 50系 - 快速「海峡」

## 車站列表
- 普通列車停靠所有旅客站。曾經運行的特急、急行列車的停靠站參見「超級白鳥號列車」「玫瑰號列車」的各列車條目。另外，寢台特急列車在津輕線內沒有上下客的停靠站。
- 電氣化狀況　…※：交流25kV、50Hz
- 軌道（全線單線） … ◇：可列車交會，｜：不可列車交會，ᗑ：三廄站方向同士的列車不可交會
- 所有車站都位於青森縣內

| 電氣化狀況     | 中文站名       | 日文站名 | 英文站名 | 站間營業距離 | 累計營業距離 | 接續路線、備註                                      | 軌道                                   | 所在地 | 所在地 |
| -------------- | -------------- | -------- | -------- | ------------ | ------------ | --------------------------------------------------- | -------------------------------------- | ------ | ------ |
| 交流 20kV 50Hz | 青森           |          |          | -            | 0.0          | 東日本旅客鐵道：■奧羽本線 青森鐵道：■青森鐵道線     | ◇                                      | 青森市 | 青森市 |
| 交流 20kV 50Hz | （瀧內信號所） |          | /        | -            | -            |                                                     | ｜                                     | 青森市 | 青森市 |
| 交流 20kV 50Hz | 新油川信號場   |          | /        | -            | 4.4          |                                                     | ◇                                      | 青森市 | 青森市 |
| 交流 20kV 50Hz | 油川           |          |          | 6.0          | 6.0          |                                                     | ｜                                     | 青森市 | 青森市 |
| 交流 20kV 50Hz | 津輕宮田       |          |          | 3.7          | 9.7          |                                                     | ｜                                     | 青森市 | 青森市 |
| 交流 20kV 50Hz | 奧內           |          |          | 1.8          | 11.5         |                                                     | ◇                                      | 青森市 | 青森市 |
| 交流 20kV 50Hz | 左堰           |          |          | 1.6          | 13.1         |                                                     | ｜                                     | 青森市 | 青森市 |
| 交流 20kV 50Hz | 後潟           |          |          | 1.6          | 14.7         |                                                     | ｜                                     | 青森市 | 青森市 |
| 交流 20kV 50Hz | 中澤           |          |          | 2.1          | 16.8         |                                                     | ◇                                      | 青森市 | 青森市 |
| 交流 20kV 50Hz | 中澤           | 東津輕郡 | 蓬田村   | 2.1          | 16.8         |                                                     | ◇                                      |        |        |
| 交流 20kV 50Hz | 蓬田           | 東津輕郡 | 蓬田村   |              |              | 2.3                                                 | 19.1                                   |        | ｜     |
| 交流 20kV 50Hz | 鄉澤           | 東津輕郡 | 蓬田村   |              |              | 2.0                                                 | 21.1                                   |        | ◇      |
| 交流 20kV 50Hz | 瀨邊地         | 東津輕郡 | 蓬田村   |              |              | 2.3                                                 | 23.4                                   |        | ｜     |
| 交流 20kV 50Hz | 蟹田           | 東津輕郡 |          |              | 3.6          | 27.0                                                |                                        | ◇      | 外濱町 |
| 交流 20kV 50Hz | 中小國         | 東津輕郡 |          |              | 4.4          | 31.4                                                | 北海道旅客鐵道：海峽線（營業上的邊界） | ｜     | 外濱町 |
| ※              | 新中小國信號場 | 東津輕郡 |          | /            | -            | 33.7                                                | 海峽線（與北海道新幹線）的設施的邊界   | ᗑ      | 外濱町 |
| 非電氣化       |                | 東津輕郡 |          |              |              |                                                     |                                        |        | 外濱町 |
| 大平           |                | 東津輕郡 |          | 3.6          | 35.0         |                                                     | ｜                                     |        | 外濱町 |
| 津輕二股       |                | 東津輕郡 |          | 11.6         | 46.6         | 北海道旅客鐵道： 北海道新幹線、海峽線（奧津輕今別） | ｜                                     | 今別町 |        |
| 大川平         |                | 東津輕郡 |          | 2.0          | 48.6         |                                                     | ｜                                     | 今別町 |        |
| 今別           |                | 東津輕郡 |          | 2.4          | 51.0         |                                                     | ｜                                     | 今別町 |        |
| 津輕濱名       |                | 東津輕郡 |          | 1.7          | 52.7         |                                                     | ｜                                     | 今別町 |        |
| 三廄           |                | 東津輕郡 |          | 3.1          | 55.8         |                                                     | ◇                                      | 外濱町 |        |

1. ↑  瀧內信號所現在視為青森站構內。
2. ↑  海峽線在2016年3月21日停止營運在來線定期旅客列車。在停運期間，中小國站不停靠海峽線列車，實質的海峽線與津輕線三廄方向的轉乘站是蟹田站。
3. ↑  海峽線與津輕線分離後與北海道新幹線合流，木古内方向為三線軌條。
4. ↑  津輕二股站與奧津輕今別站相鄰，物理上可以轉乘，營業上視為不同車站。